# Дуняк Андрій Васильович
Андрі́й Васи́льович Дуняк (позивний «Атом») — капітан Збройних сил України, учасник російсько-української війни.

## Життєпис
Народився й виріс в м. Києві, де й відвідував садок та навчався в школі.
З 1986 р. по 1990 р. навчався в Київському технікумі електронних приладів. Після навчання працював на Київському заводі «Маяк».
З 1990 р. по 1992 р. — строкова служба в армії в прикордонних військах, де з рядового солдата дослужився до старшини.
Після служби в армії повернувся працювати на завод «Маяк».
У лютому 1993 року одружився з дівчиною, яка чекала його з армії. Були разом 34 роки, з них у шлюбі прожили 30 років. У листопаді 1993 року в сім'ї народився син. У жовтні 1995 року — донька.
З 1993 р. по 1994 р. — служба в органах МВС України м. Києва.
З 1994 р. по 1999 р. навчався в Українській державній академії зв'язку ім. О. С. Попова.
З 1994 р. почав працювати в Печерському телефонному вузлі, який згодом реорганізовано у ВАТ «Укртелеком». Пропрацював на підприємстві від електромеханіка до начальника дільниці мережі доступу лінійного цеху міського центру телекомунікацій.
Мав захоплення — стрибки з парашутом, здійснив 5 стрибків.

## Військова діяльність
У 2014 році отримав повістку і без вагань пішов захищати Батьківщину. З 2014 р. до 2023 р. перебував на сході України в зоні бойових дій.
Брав участь у боях за Дебальцеве, на Світлодарській дузі та виконував бойові завдання в найгарячіших точках.
Також виконував завдання у складі ДРГ та був інструктором з розвідувально-диверсійної підготовки.
Зі старшини дослужився до капітана.
У 2021 році на відмінно закінчив підготовку та підвищив кваліфікацію за професією сапер (розмінування).
Обіймав посаду начальника інженерної служби військової частини.
За час війни, в 2018 та в 2019, народилися онуки, які встигли побачити дідуся лише кілька разів.
Під час виконання бойового завдання зазнав травм, несумісних із життям.

## Нагороди
За особисту мужність і героїзм, виявлені у захисті державного суверенітету та територіальної цілісності України, вірність військовій присязі під час російсько-української війни:
- старшина Андрій Дуняк нагороджений нагрудним знаком «За зразкову службу» (09.12.2014)
- старшина Андрій Дуняк нагороджений орденом «За мужність» III ступеня (26.02.2015)
- старшина Андрій Дуняк нагороджений орденом «Єдність та воля» (05.05.2015)
- старшина Андрій Дуняк нагороджений медаллю «За жертовність і любов до України» (18.09.2015), (10.10.2015)
- старшина Андрій Дуняк нагороджений нагрудним знаком «Учасник АТО» (7 разів)
- старшина Андрій Дуняк нагороджений відзнакою Президента України «За участь в антитерористичній операції» (17.02.2016)
- старшина Андрій Дуняк нагороджений медаллю «За участь в бою» (07.03.2016)
- старшина Андрій Дуняк нагороджений нагрудним знаком «Гідність та честь» (24.08.2016)
- старшина Андрій Дуняк нагороджений відзнакою «Асоціація воїнів АТО» Київська Русь" (24.08.2016)
- старшина Андрій Дуняк нагороджений орденом «За мужність і відвагу» (10.09.2016)
- старшина Андрій Дуняк нагороджений медаллю «За оборону рідної держави» (14.10.2016)
- старшина Андрій Дуняк нагороджений відзнакою «За службу державі» (14.10.2016)
- старшина Андрій Дуняк нагороджений медаллю «За відвагу» (06.12.2016)
- молодший лейтенант Андрій Дуняк нагороджений нагрудним знаком «Знак пошани» (29.04.2017)
- молодший лейтенант Андрій Дуняк нагороджений медаллю «За жертовність і любов до України» (24.05.2017)
- молодший лейтенант Андрій Дуняк нагороджений медаллю «За оборону рідної держави» (10.10.2017)
- молодший лейтенант Андрій Дуняк нагороджений медаллю «Доброволець АТО» (14.10.2017)
- молодший лейтенант Андрій Дуняк нагороджений медаллю «За незламність духу» (22.12.2017)
- молодший лейтенант Андрій Дуняк нагороджений нагрудним знаком «Сухопутні війська України» (10.03.2018)
- молодший лейтенант Андрій Дуняк нагороджений медаллю «За участь в боях» Світлодарська дуга" (04.06.2018)
- молодший лейтенант Андрій Дуняк нагороджений нагрудним знаком «За досягнення у військовій службі» ІІ ступеня (12.06.2018)
- молодший лейтенант Андрій Дуняк нагороджений відзнакою «За розмінування» (22.07.2018)
- молодший лейтенант Андрій Дуняк нагороджений медаллю «За оборону Попасной» (22.07.2018)
- молодший лейтенант Андрій Дуняк нагороджений орденом «Сталевий хрест непереможних» (10.08.2018)
- молодший лейтенант Андрій Дуняк нагороджений відзнакою Командувача об'єднаних сил «Козацький хрест» ІІІ ступеня (03.05.2019)
- лейтенант Андрій Дуняк нагороджений відзнакою «За розмінування» (01.06.2019)
- лейтенант Андрій Дуняк нагороджений нагрудним знаком «Мужність, патріотизм, націоналізм» (04.06.2019)
- лейтенант Андрій Дуняк нагороджений медаллю «За військову службу Україні» (10.10.2019)
- лейтенант Андрій Дуняк нагороджений нагрудним знаком «За військову доблесть» (18.05.2020)
- лейтенант Андрій Дуняк нагороджений нагрудним знаком «За досягнення у військовій службі» І ступеня (24.11.2020)
- лейтенант Андрій Дуняк нагороджений відзнакою Міністерства оборони України «Вогнепальна зброя» — 9 мм пістолет ПМ (04.12.2020)
- капітан Андрій Дуняк нагороджений медаллю «10 років сумлінної служби» (22.11.2021)
- капітан Андрій Дуняк нагороджений відзнакою Командувача об'єднаних сил «Козацький хрест» ІІ ступеню (10.12.2021)
- капітан Андрій Дуняк нагороджений орденом «Богдана Хмельницького» III ступеня (28.12.2022)
- капітан Андрій Дуняк нагороджений орденом «Богдана Хмельницького» II ступеня (13.06.2023) — посмертно